# Gondysia telma
Gondysia telma là một loài bướm đêm thuộc họ Erebidae. Nó được tìm thấy ở Bắc Mỹ, từ North Carolina southward at least tới Florida Panhandle và westward tới Texas, with one record farther phía bắc từ Indiana.
Nó xuất hiện ở những rừng đầm lầy.
Chiều dài cánh trước là 19–20 mm. Con trưởng thành bay từ tháng 4 đến tháng 9.